# August Wilhelm von Hofmann
Pour les articles homonymes, voir Hofmann.
August Wilhelm von Hofmann (né le 8 avril 1818 et mort le 5 mai 1892) est un chimiste allemand, passé à la postérité pour ses travaux sur l’aniline.

## Biographie
Hofmann est né à Gießen en 1818. Ne se destinant pas de prime abord à une carrière scientifique, il commence par étudier le droit et la philologie à Göttingen. Il s'oriente ensuite vers la chimie qu'il étudie sous la direction de Justus von Liebig. En 1845, il est recruté comme premier directeur d'une école naissante de chimie pratique à Londres sous la tutelle du Royal College of Chemistry, nomination qu'il doit en grande partie à l'appui du prince consort, Albert de Saxe-Cobourg-Gotha, d'origine allemande, et à la recommandation de Liebig. Hofmann étant alors Privat-docent à Bonn, c'est avec une certaine hésitation qu'il accepte ce poste qui pourrait se révéler précaire. Cette hésitation est écartée par son recrutement comme professeur à Bonn avec une possibilité d'absence de deux ans, qui lui donne la possibilité de reprendre sa carrière en Allemagne si le poste en Angleterre ne le satisfait pas. En fait, cette nouvelle école s'avère être une réussite, et un grand nombre des chimistes qui y seront formés laisseront leurs noms dans l'histoire de la chimie. En 1864, Hofmann rentre à Bonn, et l'année suivante il est choisi pour succéder à Eilhard Mitscherlich comme professeur de chimie et directeur du laboratoire de chimie de l'Université de Berlin. Il dirigea la thèse de Willi Marckwald. De 1880 à 1881, il fut recteur de cette université.
Les travaux scientifiques de Hofmann concernent principalement la chimie organique. Ses premières recherches, effectuées dans le laboratoire de Liebig à Giessen, concernent le goudron de houille. Ses travaux sur le naphta et le gaz de ville obtenu à partir du charbon lui permettent de découvrir l'aniline. Toute sa vie il reste fidèle à ce composé qu'il appelle son premier amour. Comprenant l'analogie entre l'aniline et l'ammoniac, il travaille sur les amines et les bases ammoniées, ainsi que sur les composés organiques à base de phosphore, travaux qui le conduisent à la première synthèse de la rosaniline. Cette découverte est la première d'une série de recherches concernant les composés colorés, qui s'achève avec la découverte de la quinoléine (rouge) en 1887. William Perkin était étudiant sous sa direction au Royal College of Chemistry de Londres lorsqu'il découvrit le premier colorant à base d'aniline, la mauvéine.
Le réarrangement de Hofmann et l'élimination de Hofmann permettent à son nom de demeurer dans l'histoire de la chimie organique. Il a également mis au point le voltamètre de Hofmann en électrochimie.
August Wilhelm von Hofmann fut lauréat du Faraday Lectureship de la Royal Society of Chemistry, de la Royal Medal en 1854 et de la médaille Copley en 1875. August Wilhelm von Hofmann est devenu membre de la Royal Society le 5 juin 1851.
Il est enterré au cimetière de Dorotheenstadt de Berlin.

## Œuvres
Voici quelques-unes de ses œuvres :
- Report on the chemical section of the Exhibition of London, 1862
- Introduction to modern Chemistry, 1865
- Bericht auf die Chemische Industrie (à propos de l'Exposition de Vienne), 1875-1877
- Einleitung in die moderne Chemie, 1877
- Krystallis. Methylviolett. Phenilmelanine. Constitution des Melamins und der Cyanursäuren, 1885
- Zur Geschichte des Cyanursäureäther, 1886.

On lui doit également une édition des Éléments de chimie de Fownes.